# Дамяница
Дамя̀ница е село в Югозападна България. То се намира в община Сандански, област Благоевград. До 1934 година името на селото е Орман чифлик. Новото му име е дадено в чест на Даме Груев.

## География
Село Дамяница има изключително благоприятно географско положение. Намира се в долината на река Струма на 116 метра надморска височина. Близостта до Струма гарантира мекия климат с преобладавщо средиземноморско влияние. Обградеността от планините Огражден (на запад), Пирин (на изток) и Беласица (на юг) служи като естествена преграда пред студените северни ветрове.

## История
През XIX век селото е чисто българско чифликчийско селище, числящо се към Мелнишката каза на Османската империя. В „Етнография на вилаетите Адрианопол, Монастир и Салоника“, издадена в Константинопол в 1878 година и отразяваща статистиката на населението от 1873 година, Орман (Orman) е посочено като село с 24 домакинства и 50 жители българи, като данните може да се отнасят и за Кавракирово. Според статистиката на Васил Кънчов („Македония. Етнография и статистика“) от 1900 година селото брои 135 жители, всички българи-християни.
В началото на ХХ в. селото е сред базите на Яне Сандански и Ив. Газепов. След Балканската война районът става част от българската държава и в него се преселват много бежанци от Егейска Македония. Населението на селото се удвоява. През 20-те години е построена и черква. До 1934 година селото е под пълния контрол на ВМРО.
В междувоенния период става промяна в поминъка на населението. Навлиза производството на тютюн, а зеленчукопроизводството постепенно става по-тясно специализирано - производство на ягоди.
В основното училище „Св. св. Кирил и Методий“ през 2003 година се поставя началото на историческа сбирка от предмети свързани с миналото на селото.

## Население
Преброяване на населението през 2011 г.
Численост и дял на етническите групи според преброяването на населението през 2011 г.:
|                     | Численост |
| Общо                | 1312      |
| Българи             | 1180      |
| Турци               | -         |
| Цигани              | 105       |
| Други               | 5         |
| Не се самоопределят | -         |
| Неотговорили        | 18        |

По възрастови групи според данните от същото преброяване населението на селто се разпределя така:
- до 19-годишна възраст – 307 души
- от 20 до 39-годишна възраст – 374 души
- от 40 до 59-годишна възраст – 362 души
- над 60-годишна възраст – 269 души

## Религии
Основната религия в Дамяница е източното православие. След втората половина на 90-те години на XX век силно разпространение, главно сред ромското население, бележи евангелизмът. В селото има два храма – православен и евангелски.

## Културни и природни забележителности
При строителството на АМ Струма около селото е открито праисторическо селище с уникални находки. Най-открояваща се природна форма, на фона на останалия ландшафт е така наречената Левунска чука (Скалата). Тя представлява вулканично възвишение, образувано при изригване на вулкана Кожух преди хиляди години. Височината му е 248 метра, а обиколката е около 3 километра. Близо до върха на възвишението има 2 естествени пещери с дълбочина едва няколко метра. Според народни предания в една от пещерите се е криел легендарният герой Крали Марко. Това е и причината тази пещера да се нарича от местните жители Кралимарковата дупка.

## Икономика
В село Дамяница около 1/3 от населението е заето в земеделието, като всички са малки земеделски стопанства (като приоритет е оранжерийното зеленчуко производство). В селото има и няколко големи икономически структури като „Винарска изба Дамяница“, „Бетон“ ЕООД, и циментов терминал на „Девня цимент“ АД. Има също и малък дърводелски цех и няколко малки шивашки фирми.

## Спорт
В селото има и местен футболен отбор ФК ``Локомотив`` Дамяница, който играе в Аматьорската футболна лига (ОФГ – ЗОНА СТРУМА 1). Като сезон пролет/лято 2011/12 завършват на първо място, а сезон есен/зима 2012/13 завършват на второ място. Отборът печели местната лига за сезон 2021/2022.

## Социални структури
В селото има:
- Детска градина с три групи: ясла; градина и предучилищна.
- Основно училище „Св. св. Кирил и Методий“.
- Библиотека с 5192 тома литература.
- Пощенски офис на „Български пощи“ (с офис на MoneyGram).
- Има също лекарски кабинет, изнесен зъболекарски кабинет, фитнес зала, каса на Easypay, няколко десетки малки семейни магазина.

## ОУ „Св. св. Кирил и Методий“
Основно училище „Св. св. Кирил и Методий“ със своята история и традиции се превръща в притегателен център за запазването на българщината не само в селото, но и в района. Първото училище в село Орман чифлик (преименувано през 1934 година на Дамяница) е открито в 1919 година. Училището е средищно – осигурен е транспорт с училищни автобуси за извозване на учениците от съседните села. Училището разполага с добре оборудвани кабинети по химия, биология, физика и прекрасна закрита спортна база и открити спортни площадки за волейбол, баскетбол, хандбал, мини футболно игрище и много добре поддържана библиотека с богат фонд.
ОУ „Св. св. Кирил и Методий“ с. Дамяница са завършили Димитрина Голчева – преподавател в Техническия университет в София; Христина Голчева – международен съдия по джудо; нотариус Даниела Георгиева и др.

## Редовни събития
Ежегодно в селото се провежда събор на 15 август – Успение на Света Богородица.

## Други
На Дамяница е наречена улица в квартал „Карпузица“ в София (Карта).